# Brunei na Letnich Igrzyskach Olimpijskich 2004
Brunei na Letnich Igrzyskach Olimpijskich 2004 reprezentował jeden zawodnik – Jimmy Anak Ahar.

## Skład kadry

### Lekkoatletyka
- Jimmy Anak Ahar

bieg na 1500 m mężczyzn → uzyskał w pierwszej rundzie eliminacji czas 4:14.11 (nie awansował dalej)